# Stoughton (Massachusetts)
Pour les articles homonymes, voir Stoughton.
Stoughton est une ville du Comté de Norfolk dans l’État du Massachusetts.
Elle a été incorporée en 1726.
Sa population était de 26 962 habitants en 2020.